# 롤러더비
롤러더비(Roller derby)는 15명의 멤버로 구성된 두 팀이 롤러 스케이트를 신고 트랙에서 시계 반대 방향으로 스케이트를 타는 단체 스포츠이다. 미국에서 시작되고 엔터테인먼트성이 강한 스포츠이며, 현재 전 세계 약 1,250개의 아마추어 리그가 있다.

## 같이 보기
- 세계 롤러스포츠 연맹